# 1237

## Události
- první vpád Tatarů do Evropy (na Rus)
- založen ligurský cisterciácký klášter Preallo
- založeno francouzské hrabství Artois

#### Probíhající události
- 1223–1242: Mongolský vpád do Evropy

## Narození
Svět
- ? – Vladislav Slezský, syn Jindřicha Pobožného, vyšehradský probošt a administrátor vratislavského biskupství († 24. dubna 1270)
- ? – Markéta Štaufská, markraběnka míšeňská a lantkraběnka durynská († 8. srpna 1270)
- ? – Jan II. Braniborský, markrabě braniborský a pán z Krosna († 10. září 1281)

## Úmrtí
- 23. března – Jan z Brienne, král jeruzalémský, císař-regent latinský a účastník páté křížové výpravy (* asi 1148)
- ? – Jordán Saský, německý kazatel a mnich, první nástupce sv. Dominika v čele řádu dominikánů (* mezi 1185–1190)
- ? – Anna Marie Uherská, bulharská carevna z dynastie Arpádovců (* 1204)
- ? – Jindřich I. z Hradce, český šlechtic z rodu Vítkovců a první pán z Hradce (* kolem 1160)

## Hlava státu
- České království – Václav I.
- Svatá říše římská – Fridrich II.
- Papež – Řehoř IX.
- Anglické království – Jindřich III. Plantagenet
- Francouzské království – Ludvík IX.
- Polské knížectví – Jindřich I. Bradatý
- Uherské království – Béla IV.
- Latinské císařství – Balduin II. a Jan z Brienne (císař-regent)
- Nikájské císařství – Jan III. Dukas Vatatzés